# Juraj Batelja
Juraj Batelja (Rastoki, 19. lipnja 1949.) hrvatski je katolički svećenik i teolog. Promicatelj je postupka za proglašenje svetim blaženog Alojzija Stepinca.

## Životopis

### Mladost i obrazovanje
Osnovnu školu Batelja je pohađao u Petrovini. Na Nadbiskupskoj klasičnoj gimnaziji u Zagrebu maturirao je 1968. godine. Filozofsko-teološki studij započeo je 1970. godine, a diplomirao na Katoličkom bogoslovnom fakultetu u Zagrebu 7. ožujka 1975. godine. Za svećenika ga je zaredio papa Pavao VI. 29. lipnja 1975. godine u Rimu.

### Teološko i pastoralno djelovanje
Dana 22. studenoga 1975. imenovan je duhovnim pomoćnikom u župi Štefanje, a 26. veljače 1976. upraviteljem župe Završje Netretićko.
Od 1979. do 1984. studira na poslijediplomskom studiju teologije sa specijalizacijom iz duhovnosti na Papinskom sveučilištu Gregorijana u Rimu. Magistrirao je 30. travnja 1981. radom Duhovni život u svom mariološkom temelju u spisima kardinala Alojzija Stepinca (La vita spirituale nel suo fondamento mariologico negli scritti del Cardinale Luigi Stepinac) i doktorirao iz moralne teologije 24. svibnja 1984. radnjom Svjedočanstvo za vjeru: život i pastoralni program kardinala Alojzija Stepinca (Rendere testimonianza alla fede: Vita e programa pastorale del Cardinale Alojzije (Luigi) Stepinac) pod mentorskim vodstvom Tomaša Špidlika. Također je, nakon odslušanih predavanja i položenih ispita na Fakultetu misiologije Papinskog sveučilišta Urbaniana u Rimu, 15. ožujka 1982. magistrirao iz fundamentalne teologije radom Duhovnost poslenika u misijama prema nauci sv. Ivana Zlatoustog (La spiritualità apostolica secondo san Giovanni Crisostomo).
Od 1984. do 1987. vrši službu pastoralnog suradnika u župi sv. Josipa u Zagrebu, a nakon toga je do 1991. duhovnik u Nadbiskupskom sjemeništu Zmajević u Zadru. Od 1985. član je Pastoralnog vijeća Zagrebačke nadbiskupije.
Na Katoličkom bogoslovnom fakultetu u Zagrebu habilitirao je 6. svibnja 1992. Predavao je na katedri pastoralne teologije.

### Postulator
Zagrebački nadbiskup kardinal Franjo Kuharić 7. listopada 1991. Batelju je imenovao promicateljem postupka za proglašenje blaženim i svetim zagrebačkog nadbiskupa dr. Alojzija kardinala Stepinca. Imenovanje je 14. listopada 1991. potvrdila Kongregacija za proglašenje blaženih i svetih u Rimu te ga učinila “rimskim postulatorom”, suradnikom Kongregacije s prebivalištem u Rimu. 
Batelja je istražio 135 arhiva u crkvenim i svjetovnim arhivima u domovini i inozemstvu i sakupio dokumentaciju koja sadrži preko 40.000 stranica. Velik dio te dokumentacije preveo je ili odobrio njihove prijevode na talijanski te je uz pomoć suradnika izradio znanstveni rad tzv. "Poziciju" od 6.000 stranica u 6 svezaka, na temelju koje je Kongregacija za kauze svetaca odlučivala o proglašenju blaženim kardinala Alojzija Stepinca. Pohvala tome radu jest proglašenje blaženim sluge Božjega Alojzija Stepinca koju je papa Ivan Pavao II. izvršio u Mariji Bistrici 3. listopada 1998.

## Djela
Nepotpuna bibliografija:
- Rivellijeva zavjera laži, Postulatura blaženoga Alojzija Stepinca, Zagreb, 2015.
- Blaženi Alojzije Stepinac - svjedok Evanđelja ljubavi : životopis, dokumenti i svjedočanstva - prije, za vrijeme i nakon Drugoga svjetskoga rata, knjige 1, 2, 3, Postulatura blaženoga Alojzija Stepinca, Zagreb, 2010.
- Baština svetoga Augustina u Istri, Postulatura blaženoga Alojzija Stepinca, Zagreb, 2007.
- Zagrebački biskupi i nadbiskupi (suautor), Školska knjiga, Zagreb, 1995.
- Sluga božji Alojzije Stepinac: spomen zbirka iz ostavštine Sluge Božjega Alojzija Stepinca, Nadbiskupski Duhovni Stol, Zagreb, 1995.
- Svećenička pustinja Blaca u obrisima povijesnih činjenica i zrcalu svoga Pravilnika,  Biskupija hvarsko-bračko-viška, Zagreb, 1992.
- Živjeti iz vjere: duhovni lik i pastirska skrb kardinala Alojzija Stepinca, Nadbiskupski Duhovni Stol, Zagreb, 1990.

## Odlikovanja i nagrade
- Za izniman doprinos u pripremi i provedbi drugog državnog i pastoralnog posjeta Svetog Oca Ivana Pavla II. Republici Hrvatskoj, 2., 3., i 4. listopada 1998. godine dobio je 19. listopada 1998. Red kneza Branimira s ogrlicom[1]
- Za istraživanje, prikazivanje i obrazloženje činjenica vezanih uz osobu i ulogu kardinala Alojzija Stepinca, u postupku njegova proglašenja blaženim, dr. Franjo Tuđman, predsjednik RH, odlikovao ga je Veleredom kraljice Jelene s lentom i Danicom, Zagreb, 20. 10. 1998.
- Grad Jastrebarsko dodijelilo mu je 13. studenoga 2003. Nagradu za životno djelo[2]